# تارماشيرين
علاء الدين تارماشيرين خان (حكم 1331 م - 1334 م) كان خان من خانية جغتاي بعد دوا تيمور.

## سيرته
اشتهر تارماشيرين بحملته في شبه القارة الهندية عام 1327 قبل تنصيبه على العرش. غزاالدولة الإلخانية لكنه فشل في اخضاعها.
كان أحد الحكام البارزين في خانية جغتاي الذين اعتنقوا الإسلام. واتخذ اسم علاء الدين بعد إسلامه. لم يكن تحوله إلى الإسلام جيدًا مع نبلائه المغول، الذين كانوا أغلبيتهم ساحقة من التنغريين والبوذيين. أرسل رسائل ودية وتقديرات إلى بلاط أسرة يوان. نظرًا لأن تارمارشيرين فضل السكن في مدن بلاد ما وراء النهر، فقد اتُهم بالتخلي عن التقليد قواعد السلوك المنغولية التقليدية، الياسا، وتم عزله من مجلس كورولتاي السنوي الانعقاد. وقتل على يد الأمراء الجغتائيين الشرقيين في وقت لاحق في رحلة قرب سمرقند.
لطالما صورت المصادر الإسلامية تارماشيرين في صورة مواتية للغاية بسبب مجهوده الكبير في نشر الإسلام في آسيا الداخلية. قام الرحالة والكاتب المسلم الشهير ابن بطوطة بزيارة الخان أثناء سفره عبر ممالك تارماشيرين